# Abdelkader Tlemçani
Abdelkader Tlemçani (en arabe : عبد القادر تلمساني) est un footballeur international algérien né le 1er décembre 1963 à Oran. Il évoluait au poste de milieu de terrain.

## Biographie
Abdelkader Tlemçani reçoit 16 sélections en équipe d'Algérie entre 1985 et 1989, inscrivant un but. Il joue son premier match en équipe nationale le 4 août 1985, contre le Kenya (score : 0-0). Il joue son dernier match le 31 mai 1989, contre la Suède (défaite 2-0).
En club, il évolue en Algérie et au Maroc. Il joue notamment pendant cinq saisons avec le club de l'USM Bel Abbès où il remporte la Coupe d'Algérie en 1991.

## Palmarès
- Vice-champion du Maroc en 1993 avec le Raja Club Athletic.
- Vice-champion d'Algérie en 1995 avec le MC Oran.
- Vainqueur de la Coupe d'Algérie en 1991 avec l'USM Bel Abbès.

### En équipe nationale
- Troisième place aux Jeux panarabes 1985